# Rokneddin Ashtiani
Rokneddin Ashtiani  (persisch رکن‌الدین آشتیانی; * 1914 in Teheran; † nach 1973) war ein iranischer Botschafter.

## Leben
Er studierte Politikwissenschaft an der Juristischen Fakultät der Universität Teheran.
Von 1961 bis 1963 war er Botschafter in Rabat. 1966 war er Botschafter in Algier. 1967 war er Staatssekretär im Außenministerium und für die Öffentlichkeitsarbeit zuständig.
1969 war er Botschafter in Bangkok Thailand.
Von 16. Juli 1971 bis 1973 war er Botschafter in Beirut.
Er begann sein Berufsleben im Finanzministerium. Nach einem Wechsel in den auswärtigen Dienst wurde er in der Protokollabteilung, später in der Abteilung Wirtschaft des Außenministeriums beschäftigt.
Er war im Folgenden Gesandtschaftssekretär erster Klasse am iranischen Konsulat in Israel, Gesandtschaftssekretär erster Klasse in Bern, Gesandtschaftssekretär erster Klasse in Paris, Gesandtschaftssekretär dritter Klasse in der Politischen Abteilung des Außenministeriums in Teheran, persönlicher Sekretär des Außenministers, Stellvertretender Leiter der Informationsabteilung, Stellvertretender Konsul in Hamburg, Gesandtschaftsrat in Den Haag, Geschäftsträger in Prag und in London.
Er leitete Abteilung Wirtschaft im Außenministerium mit dem Rang eines bevollmächtigten Ministers und war des Weiteren Delegierter zur Internationalen Arbeitskonferenz in Genf,
Delegationsmitglied der internationalen Handelskonferenz, Genf.
Er leitete die iranische Delegation zur Konferenz zur Haager Konvention zum Schutz von Kulturgut bei bewaffneten Konflikten.
Er nahm an der Internationalen Menschenrechtskonferenz in Hamburg teil.
Er war Delegationsmitglied zu Verhandlungen von Handelsabkommen in Paris und in Rom.

## Verwandtschaft
Rokneddin Ashtiani war ein Neffe von Musa as-Sadrs Frau.